# Ponikva (ponornica)
Ponikva izvire iz pećine (jame) koja se zove Velika jama i Male jame smještene stotinjak metara južno. 

## Opis
Velika jama je glavni izvor Ponikve, ima dva grotla između kojih je pod stijenom propust kroz koji teče voda s dna iz pećine. Ista je povezana s Malom jamom te kada voda više ne može teći iz Velike jame ostatak teče kroz Malu jamu koja je niže u samom koritu. Ulaze izvora pokušalo se zatvoriti kamenjem i betonom, ali pri navali velike vode stvorile su se velike neprilike u zaseocima Matkovići i Vukovići jer im je probijala voda u kuće i tlo se treslo pa su morali minirati izlaze da vrate stanje na normalno.
Ponikva krivuda jarugom prema jugu kroz stijene i polje do mjesta gdje uvire zvanih ponori.
Pored navedenih izvora u zaseoku Dutkići za vrijeme jakih kiša provrije Odžića vrilo koje se preko Ambarina i Krvodola ulijeva u Ponikvu.
Prvi ponor se zove Odžića ponor koji nekad nije bio spojen s jarugom Ponikve u taj ponor voda bi uticala kada bi se Ponikva dosta podigla, da bi bio u funkciji uviranja Ponikve čim ista proteče spojen je kanal na rubu Mrsanove ograde i izgrađena skretnica od betona nazvana Kordun koja je služila za skretanje vode prema navedenom ponoru.
Drugo mjesto uvira je Buljanski ponor smješten u sredini polja i dok on prima vodu odnosno lokalni naziv dok ne „zaduši“ Ponikva se ne razlije po polju niti teče prema dijelu polja zvane Roduše u kojima se nalazi treći ponor nazvan Marasovića ponor. Zdušenjem sva tri ponora stvara se na polju velika količina vode koja zna poplaviti cijeli prostor i dugo se zadržavati, a u nekim trenucima i cijela se zalediti za vrijeme zimskih mjeseci, a Ponikva bi poplavila do podnožja Banovčeve grede (Vignjište).
Na kraju Ponikva kroz svoje ponore utječe u Cetini na više mjesta kao što su Rakanovac kod Markulinovih kuća u Ruminu, Suvu Rumin i još dosta malih mjesta kod Cetine.

## Poplave
Poplavom u proljetnim mjesecima izaziva nezgode mještanima jer svi posijani usjevi ostaju duže pod vodom te propadnu.
U starije vrijeme dok nije napravljen sustav kanala u istočnom dijelu Livanjskog polja (za potrebe akumulacije Buškog blata) poplave su bile češće, dugotrajnije i veće tako da je nabujala Ponikva znala toliko narasti te bi vrila u rijeku Cetinu. U to vrijeme stvoren je kanal kojim bi ona tekla Ogrede - Dražice između Donjih Buljana i Đapića te vododerina Todorovača kod Cetine.